# Festival Internacional de Cinema a Guadalajara
El Festival Internacional de Cinema a Guadalajara, organitzat a aquesta ciutat mexicana, és la mostra cinematogràfica més important d'Amèrica Llatina, perquè la seva oferta, que compta amb convidats d'honor de diferents parts del món, li ha permès posicionar-se en l'àmbit nacional i internacional. Es tracta d'un esdeveniment cultural de gran rellevància per la ciutat i el país, no sols per la seva difusió, promoció i distribució de cinema en castellà, sinó per ser un fòrum per a la formació, instrucció i intercanvi creatiu entre els professionals, crítics de la cinematografia internacional i estudiants d'Iberoamèrica.

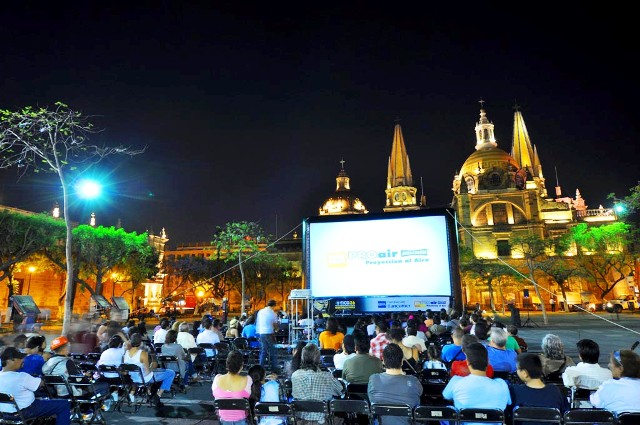
Festival Internacional de Cinema de Guadalajara, amb projeccions a l'aire lliure en una pantalla inflable.

## Història
El Festival Internacional de Cinema a Guadalajara va néixer com la Mostra de Cinema Mexicà a Guadalajara el 10 de març de 1986, organitzada per la Universitat de Guadalajara amb la col·laboració de la Coordinació d'Estudis Cinematogràfics (DICSA), IMCINE, la Secretaría de Relaciones Exteriores i diverses escoles de cinema entre les quals destaquen el CCC i el CUEC. Les projeccions de la primera edició van tenir lloc al Cine-Teatro Cabañas i el Museu Regional de Guadalajara.

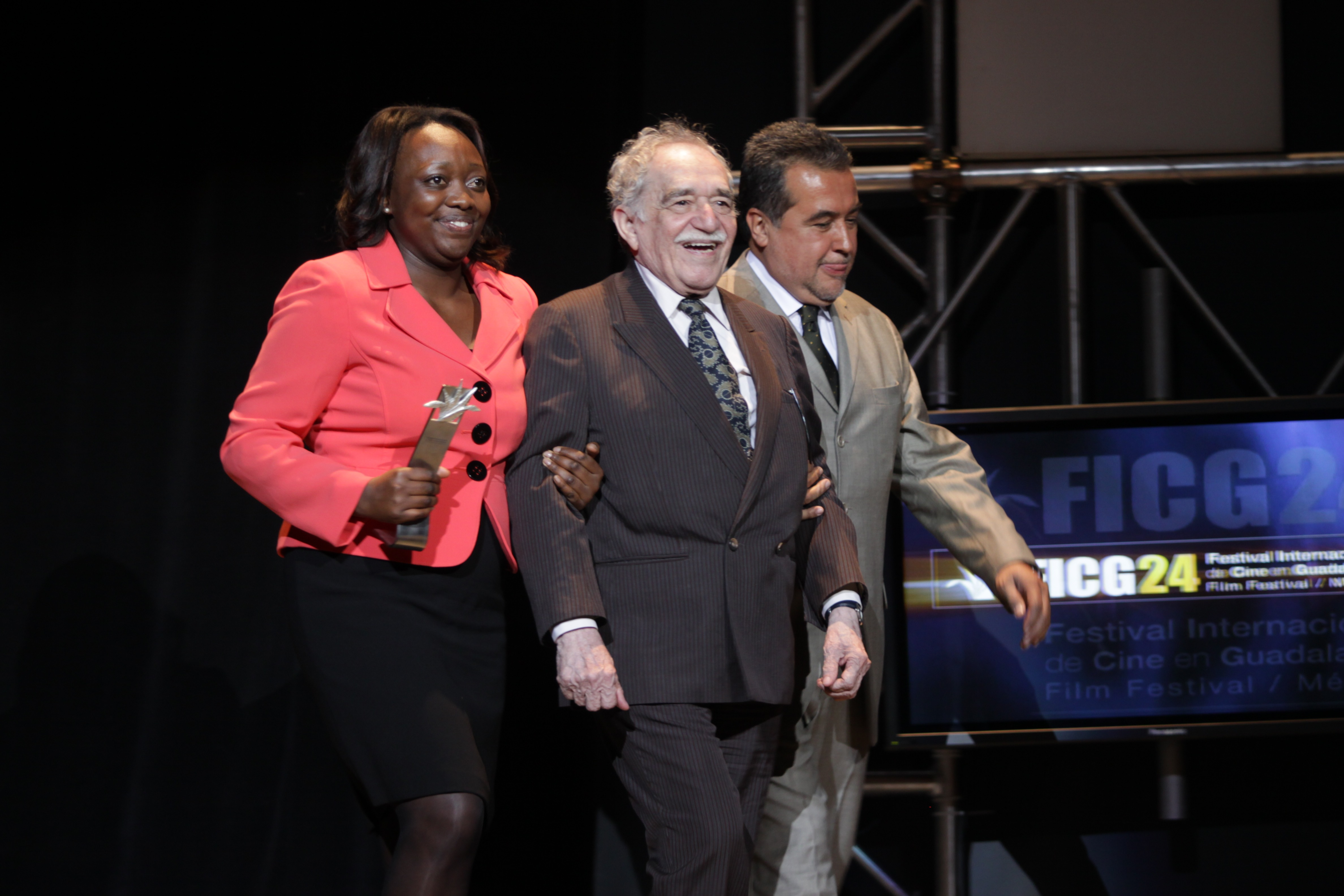
Gabriel García Márquez amb la ministra colombiana de Cultura Paola Moreno i el director del festival Jorge Sanchez a la gala del festival del 2009

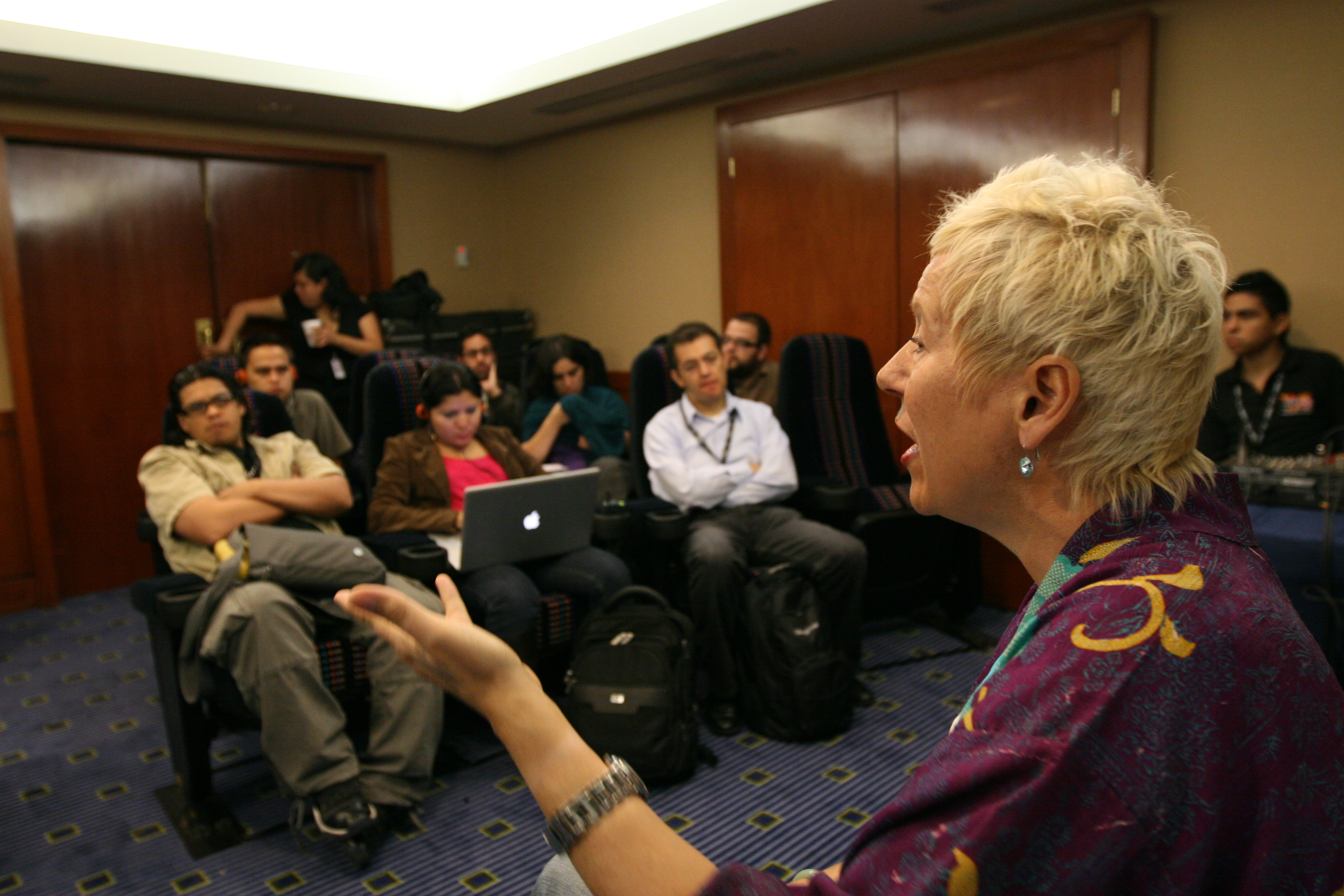
Doris Dörrie al Campus del Talent del Festival de Guadalajara, 2010

El festival es va mantenir com a mostra fins a la seva edició XVI l'any 2001, quan va prendre el caràcter de festival de cinema sota el nom Guadalajara Film Fest, convertint-se en festival internacional un any després, en la seva edició XVII sota el seu nom actual: Festival Internacional de Cinema a Guadalajara.

## Patronat
El Patronat del Festival Internacional de Cinema a Guadalajara és una associació civil constituïda en 1995 amb l'objectiu de procurar recursos per a la realització del Festival. Aquest òrgan també és responsable de l'execució de tots els contractes, convenis i projectes que tenen relació amb l'organització del Festival. Actualment es troba administrat i dirigit per un consell directiu, representat pel seu President, càrrec que actualment exerceix Raúl Padilla López. Al seu torn, el patronat compta amb un Padró d'Associats (14 institucions i 17 associats en el personal).

## Comitè organitzador
El Comitè Organitzador del Festival Internacional de Cinema a Guadalajara s'integra per la Presidència del Patronat, la Direcció General, la Direcció d'Operacions, la Direcció d'Esdeveniments, Comunicació Social, la Direcció de Programació, la Direcció d'Indústria i Mercat, Talents Guadalajara i Doculab Guadalajara, Premi Maguey i els Col·laboradors.

## Seleccions oficials
El Festival Internacional de Cinema a Guadalajara realitza anualment una selecció de 41 projectes per a les categories de llargmetratges. En aquest cas, es podrien realitzar 16 llargmetratges iberoamericans, 10 pel·lícules mexicanes per al Premi Mezcal i 15 per al Premi Maguey. Quant als curtmetratges, s'accepten entre 45 i 60, els quals conformessin sis programes diferents, que duraran entre 90 i 120 minuts per a projectar en pantalla.
- Llargmetratge Iberoamericà de Ficció
- Documental Iberoamericà
- Premi Mezcal
- Curtmetratge Iberoamericà
- Premi Maguey[6]

## Premis

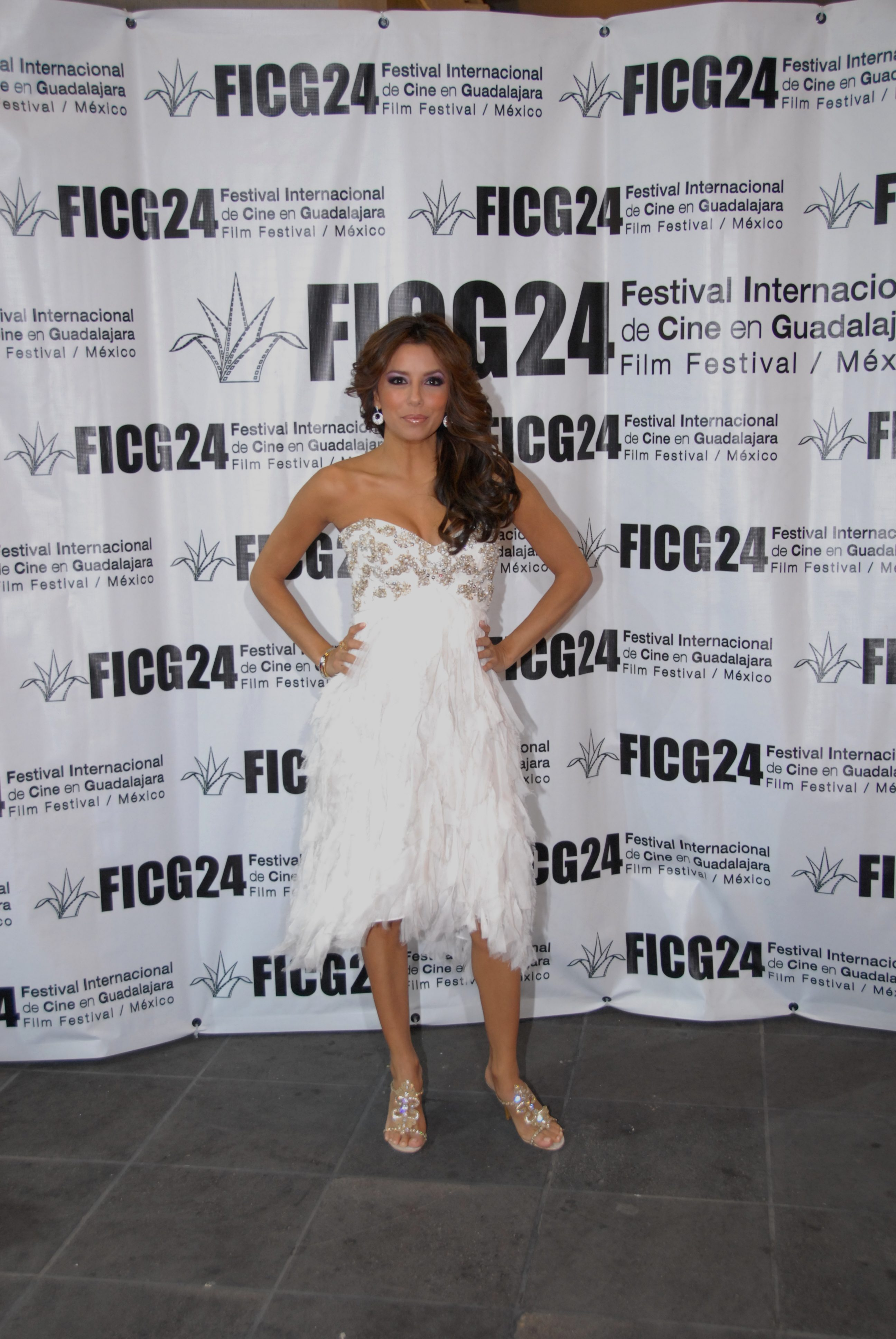
Eva Longoria al Festival Internacional de Cinema a Guadalajara

Llista de premis oficials que lliura el Festival Internacional de Cinema a Guadalajara:
- Llargmetratge Iberoamericà de Ficció
  - Millor Pel·lícula
  - Més ben Director
  - Millor Guió
  - Millor Fotografia
  - Millor Actor
  - Millor Actriu
  - Millor Òpera Prima
  - Premi Especial del Jurat

- Documental Iberoamericà
  - Millor Documental Iberoamericà
  - Premi Especial del Jurat
  - Curtmetratge Iberoamericà
  - Millor Curtmetratge Iberoamericà
  - Millor Curtmetratge d'Animació
  - Premi Mezcal
  - Millor Llargmetratge Mexicà
  - Mayahuel a Millor Director
  - Mayahuel a Millor Actriu
  - Mayahuel a Millor Actor
  - Mayahuel a Millor Cinefotógrafo
  - Mayahuel a la Trajectòria
  - Premi Maguey
  - Millor Pel·lícula[7]

## Altres esdeveniments del festival

### Industria Guadalajara
Industria Guadalajara és el punt de trobada entre la indústria Iberoamericana i el món. En aquest espai convergeixen negocis, projectes en desenvolupament, els cineastes de llarga trajectòria i els que recentment comencen la seva carrera, grans companyies, productors, proveïdors i representants de totes les parts que integren la cadena productiva cinematogràfica. Actualment, l'espai Indústria Guadalajara compta amb les següents categories:

### Producers Network
El Festival de Cinema a Guadalajara treballo en una col·laboració pròxima amb el Marchè du Film de Cannes fins al la seva Edició 29 en 2014 .

### Trobada de coproducció
Serveix com a pont perquè el cinema mexicà i iberoamericà tinguin visibilitat a nivell internacional. Entre 25 i 30 projectes en desenvolupament són presentats a coproductors en potència acreditats pel festival per a continuar amb el seu procés de realització. Alguns projectes reeixits d'aquest festival han estat: Corazón del tiempo, d'Alberto Cortés; Cochochi, d'Israel Cárdenas i Laura Amelia Guzmán; 'Polvo, de Julio Hernández; Infancia clandestina, de Benjamín Ávila i La cebra, de José Fernando León.

### Mercat de cinema
És un espai d'exhibició modern i accessible que ofereix totes les comoditats per a dur a terme reunions. El lloc compta amb tot tipus d'empreses i institucions amb l'últim en tecnologia i els més recents títols. Les instal·lacions consten de:
- Àrea d'exposició de la indústria audiovisual
- Videoteca amb la més recent producció Iberoamericana
- Mòduls de visionat
- Àrea de reunions
- Casellers de correspondència per a acreditats de la indústria

### Programes d'indústria
Hi ha quatre programes impulsats pel festival amb l'objectiu de mantenir viva la indústria cinematogràfica:
- Principio del Film:romou la venda de drets literaris per a la seva adaptació al cinema.
- Short Up!: Industria Guadalajara convoca a diferents institucions, escoles de cinema i festivals a presentar en una categoria no competitiva els curtmetratges de realitzadors en ascens, amb l'objectiu que arribin a compradors i programadors especialistes en el ram.
- Galas de Industria: Ofereix pel·lícules que promoguin la cinematografia del seu lloc d'origen i/o hagi contribuït al creixement de la indústria de la seva localitat.
- Pláticas de industria
- Guadalajara Construye: Aquesta secció obre una convocatòria perquè sis llargmetratges iberoamericans de documental i ficció que es trobin en la seva última etapa de postproducció i que requereixin de suport i/o fons per a finalitzar-les i estrenar-les comercialment. Les pel·lícules seleccionades seran projectades davant un cos de jurats representants de diverses empreses en possibilitats d'ajudar a la seva terminació i distribució. A més, els representants de cada pel·lícula tenen la possibilitat de presentar el seu treball en un ambient professional i per a un grup selecte de professionals de la indústria cinematogràfica: agents de vendes, companyies de serveis, fons d'ajuda i programadors d'altres festivals de cinema.
- Industria Incluyente: Aquesta labor d'innovació del Festival Internacional de Cinema de Guadalajara consisteix en el desenvolupament d'activitats i espais que incloguin a les persones amb discapacitat i sensibilitzin a la resta de la societat sobre aquest tema. Gràcies a un programa de funcions accessible, Indústria Guadalajara implementa un model replicable de cinema sense discriminació sota el lema: Tots fem indústria.[8]

## Formació
- Talents Guadalajara: Talents Guadalajara és un centre d'activitats de perfeccionament i aprenentatge cinematogràfic per a estudiants avançats de l'audiovisual i cineastes emergents provinents de Mèxic, Centreamèrica i el Carib, enfocats professional i creativament a l'actuació, direcció, direcció de fotografia, disseny sonor, edició, guió i producció. D'igual manera, està dirigit a periodistes i comunicòlegs que desitgin especialitzar-se en la crítica cinematogràfica, els quals participen activament en el Talent Press. Ofereix als cineastes i crítics cinematogràfics, una plataforma per a la formació de vincles i intercanvis creatius entre ells i amb professionals de la indústria fílmica internacional a fi de promoure produccions cinematogràfiques d'excel·lència.
- DocuLab Guadalajara: DocuLab Guadalajara és un espai d'interacció i retroalimentació entre els joves d'una producció audiovisual documental i experts cineastes amb trajectòria internacional en un laboratori d'anàlisi, desenvolupament, exploració, i pràctica de la narrativa del llenguatge audiovisual documental, on es brinda als joves assessoria perquè puguin concloure les seves pel·lícules. El laboratori d'especialització documental es complementa per activitats com ara; Classes magistrals, taules de diàleg, tallers i projeccions especials..
- Escribiendo con Luz: Seminari-taller amb professionals de la cinematografia.[9]